# Врховці
Врховці (словен. Vrhovci) — поселення в общині Чрномель, Південно-Східна Словенія, Словенія. Висота над рівнем моря: 239,1 м.